# Walter Riemer (Musiker)

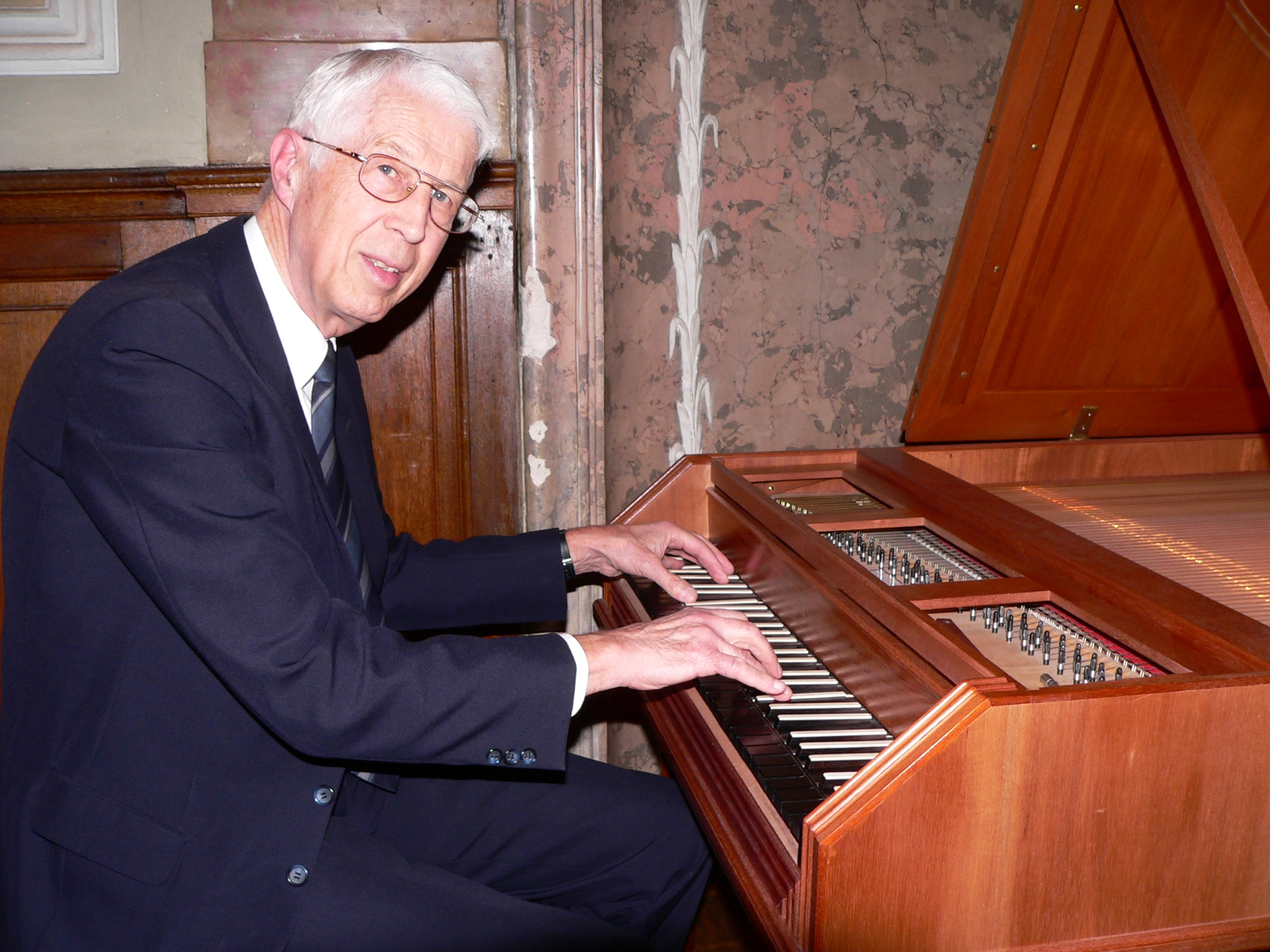
Walter Riemer am Hammerflügel

Walter Riemer (* 30. Juni 1940 in Wien) ist ein österreichischer Klavierinterpret und Experte des Hammerflügels.

## Leben
Riemer studierte Klavier am Konservatorium der Stadt Wien (einschließlich eines Jahrs an der Eastman School of Music, Rochester, N.Y.) sowie Elektrotechnik an der Technischen Universität Wien. Er lebte zwar von seinem technischen Beruf, spielte aber alljährlich zahlreiche Konzerte, meistens Kammermusik, aber auch solo und als Liedbegleiter auf dem modernen Klavier.
Seit 1988 organisiert er die Kammermusikkonzerte im Schloss Niederfellabrunn unweit von Wien. In diesem Zusammenhang lernte er den amerikanischen Hammerflügel-Spezialisten Richard Fuller kennen, der sein Interesse an diesem historischen Instrument weckte. Dies führte auch zu einer mehrjährigen gemeinsamen Konzerttätigkeit auf zwei Hammerflügeln.
Sein Hammerflügel wurde aus einem Bausatz von Zuckermann nach einem Instrument von Andreas Stein, 1773 (jetzt in der Sammlung historischer Musikinstrumente in Leipzig) 1995 gebaut. Inzwischen hat er sich auch wieder dem modernen Klavier zugewandt, hauptsächlich als Liedbegleiter.
Nach Jahren mit Originalklang-Konzerten in einem Wiener Barocksaal werden seit 2018 Konzerte in Oberrohrbach fortgeführt.
Riemer spielte die „Kunst der Fuge“ sowie „Goldberg-Variationen“ erstmals unter Verwendung eines Hammerflügels ein. Sein Fortepiano wird nach einer Rekonstruktion von Johann Sebastian Bachs Stimm-Methode gestimmt.